# Şəmkirçay
Şəmkirçay je řeka v Ázerbájdžánu. Je 95 km dlouhá. Povodí má rozlohu 1170 km².

## Průběh toku
Pramení na Šachdagském hřbetu. Na dolním toku se větví na několik ramen. Zdroj vody je smíšený s převahou podzemního. Ústí zprava do Kury.

## Vodní stav
Průměrný průtok vody ve vzdálenosti 49 km od ústí činí 8,58 m³/s.

## Využití
Na řece byla vybudována přehradní nádrž. Využívá se pro zavlažování.